# Habib El Malki
Habib El Malki (en arabe : حبيب المالكي) est un homme politique et professeur d'université marocain né le 15 mai 1946 à Bejaâd. Il est affilié à un parti de gauche, l'Union socialiste des forces populaires (USFP) et est député de sa ville natale depuis les législatives de 1993.
Il est également professeur d'économie à l'université Mohammed V de Rabat.

## Biographie

### Parcours politique
En janvier 1991, Habib el-Malki est élu secrétaire général du Conseil national de la jeunesse et de l'avenir (CNJA), il occupe ce poste jusqu'à juillet 2000.
Lors des législatives de 1993, Habib el-Malki devient député de la circonscription de Khouribga, il est réélu au même poste aux législatives de 1997, 2002, 2007 et 2011.
Le 14 mars 1998, il est nommé ministre de l'Agriculture, du Développement rural et de la Pêche dans le gouvernement el-Youssoufi I, poste qu'il gardera jusqu'au 6 septembre 2000, il est remplacé par Moulay Ismaïl Alaoui dans le gouvernement el-Youssoufi II.
Le 7 novembre 2002, il est nommé ministre de l'Éducation nationale dans le gouvernement Jettou I. Lors du remaniement ministériel du  8 juin 2004, il devient ministre de l'Éducation nationale, de l'Enseignement supérieur, de la Formation des cadres et de la Recherche scientifique, il est remplacé par Ahmed Akhchichine dans le gouvernement El Fassi.
Il a également assuré différentes missions à l'échelle internationale et a représenté le Maroc auprès de plusieurs institutions, notamment à l'Organisation des Nations unies pour l'éducation, la science et la culture (UNESCO) entre 1983 et 1989, à l'Organisation de coopération et de développement économiques (OCDE) en 1988, à l'Organisation mondiale de la santé (OMS) et au Fonds international de développement agricole (FIDA) en 1992.
En avril 2012, Habib el-Malki annonce sa candidature au poste du Premier secrétaire de son parti. Lors de la tenue du IXe congrès national de l'USFP à Bouznika en décembre 2012, il sort éliminé au premier tour de l'élection.

### Carrière professionnelle
En juillet 2021, il est nommé président de la Fondation du festival du cinéma africain de Khouribga. Il remplace alors Noureddine Saïl.

## Distinctions
Habib El Malki a reçu plusieurs prix:
- Prix de l'Association de statistiques de Paris en 1987 et
- Chevalier de l'ordre du trône en 1988 à Rabat.

- Officier de l'Ordre du Trône en 1993.
- Médaille de vermeil décernée par l'Académie française (1993).

- Chevalier de la Légion d'honneur ( Le 3 juin 1998 à Paris )

Habib El Malki est par ailleurs membre de l'Académie du royaume du Maroc.

## Ouvrages
- Le financement du développement économique au Maroc (1960-1977): problèmes et perspectives, Casablanca, Éditions maghrébines, 1973, 222 p.

- L'économie marocaine : bilan d'une décennie (1970-1980), Paris, CNRS Éditions, 1982, 201 p. (ISBN 2-222-02897-3, lire en ligne)
- Le Tiers-monde dans la crise : quelles issues ?, Casablanca, Éditions maghrébines, 1983, 422 p.
- Au-delà des chiffres, quel développement ?, Casablanca, Éditions maghrébines, 1983, 232 p.
- « Le Maghreb économique, entre le possible et le réalisable », dans Le Grand Maghreb : données socio-politiques et facteurs d'intégration des États du Maghreb, Paris, Economica, coll. « Politique comparée », 1988 (ISBN 2-7178-1469-8), p. 211-219
- La Méditerranée en question, conflits et interdépendances : Colloque du 07 au 09 décembre 1989, Paris, CNRS Éditions, 1991, 278 p. (ISBN 2-222-04642-4, lire en ligne)
- « Dimensions économique et socio-culturelle de la Constitution », dans Trente années de vie constitutionnelle au Maroc, Paris, Librairie générale de droit et de jurisprudence, 1993 (ISBN 2-275-00494-7), p. 325-336
- Les chantiers de l'avenir: entretiens, Casablanca, Éditions Eddif, 1999, 196 p. (ISBN 9981-09-043-3)
- La Méditerranée face à la mondialisation : les constances de l’identité, Casablanca, Éditions Toubkal, coll. « Connaissance économique », 2000, 139 p. (ISBN 9981-880-81-7, lire en ligne)